# Alexej A. Hackel
Alexej Alfred Hackel (russisch Алексей (Альфред) Густавович Гаккель, Alexei Gustawowitsch Gakkel; * 17. September 1892 in Sankt Petersburg; † 6. März 1951 in Leiden) war ein russischer Kunsthistoriker und Theologe.

## Leben
Hackel entstammte einer lutherischen Familie. Er besuchte das Reformierte Kollegium und die Universität Sankt Petersburg. Er nahm als Soldat am Ersten Weltkrieg teil. 1922 verließ er Russland und setzte sein Studium in Heidelberg fort. In dieser Zeit trat er zum orthodoxen Glauben über. Er lehrte in Deutschland, Frankreich und den Niederlanden, zuletzt an der Rijksuniversiteit Leiden.
Hackel galt als „einer der besten Kenner der Ikonen-Theologie“.

## Schriften
- Die Trinität in der Kunst. Eine ikonographische Untersuchung. Reuther & Reichard, Berlin 1931.
- Das altrussische Heiligenbild, die Ikone. Nijmegen 1936.
- Der Kirchenbau als Symbol. In: Julius Tyciak, Georg Wunderle, Peter Werhun [Hrsg.]: Der Christliche Osten – Geist und Gestalt. Pustet, Regensburg 1939.
- Dostojewskij en de „droom van een belachelijk mens“. JM Meulenhoff, Amsterdam 1950.
- Ikonen. Zeugen ostkirchlicher Kunst und Frömmigkeit. 5. Auflage. Herder, Freiburg i. Br. 1956. (Erstauflage unter dem Titel: Von ostkirchlicher Kunst. Freiburg i. Br. 1943; Übersetzungen ins Spanische, Französische, Englisch und Russische).
- Sergij von Radonesh. 1314–1392 / Epiphanij der Weise. Von Alexej A. Hackel aus dem Altkirchen-Slawischen übertragene, ungekürzte Übersetzung. Regensberg, Münster 1956.